# Parlamentní volby ve Finsku 1930
Parlamentní volby ve Finsku konané 1.− 2. října 1930 byly v pořadí 14. volbami do finského parlamentu. Napjatá politická situace mezi komunisty a levicovými aktivisty na jedné straně a konzervativci a dalšími pravicovými hnutími na druhé straně a probíhající hospodářské krizi vytyčily jasně předvolební témata. Olej do ohně výrazně přilévalo krajně pravicové Lapuaské hnutí, které se neštítilo používat proti svým oponentům násilí. Pravicové strany si slibovaly od nových voleb zisk 2/3 v parlamentu k prosazení zákazu komunistických svazů a organizací. Volby vyhráli sociální demokraté, kteří posílili na úkor zakázaných komunistů. Pravicovým stranám ale se podařilo získat nutnou 2/3 většinu v parlamentu a následně komunistické hnutí bylo postaveno mimo zákon. 

## Předchozí události
V listopadu 1929 vznikla v městečku Lapua krajně pravicová organizace (tzv. Lapuaské hnutí), která si dala za cíl likvidaci komunistického hnutí ve Finsku. Konzervativně smýšlející Finové se obávali, že díky hospodářské krizi posílí komunisté do neúnosných mezí a převezmou moc v zemi. Kromě politického tlaku na vládu se členové hnutí neštítili ani násilí. Zcela běžnou praxí byly únosy komunistických předáků, kteří byli vysazeni u finsko-sovětských hranic a donuceni překročit hranice do SSSR. Mezi další aktivity patřila likvidace tiskařských strojů, které tiskly levicové noviny. Po zničení tiskáren v Oulu a Vasse se úřadující kabinet agrárníka Kallia rozhodl v červnu 1929 zakázat další levicové plátky. Zákon ale neprošel a po neúspěchu vláda padla. 
Novým premiérem se stal Pehr Svinhufvud z Národní koalice, který začal s výrazně pravicovější politikou než jeho předchůdce. Byli zatčeni všichni komunističtí poslanci a Lapuaské hnutí zorganizovalo tzv. Rolnický pochod, kterého se účastnilo na 12 000 příznivců. Sociální demokraté se švédskými lidovci ale necouvli a dále požadovali schválení protikomunistických zákonů až po nových volbách. Prezident Relander nakonec rozpustil parlament a vyhlásil volby na říjen 1930. Předvolební kampaň se vedla v duchu přesvědčování voličů o nutnosti posílení pravicového bloku k zisku 2/3 většiny v parlamentu potřebnou pro změnu ústavy a zakázání komunistických organizací.

## Volební výsledky
Po rekordně nízké účasti při volbách v roce 1929 přišlo k urnám 65,9 % oprávněných voličů, což je o 10,3 % více než v roce 1929. Nejsilnější stranou v parlamentu se stali sociální demokraté, kteří získali hlasy od voličů zakázaných komunistů. Nejvýrazněji posílila Národní koalice, která byla velice blízko ideálům Lapuaského hnutí. Všechny pravicové strany získaly 133 křesel z 200členného parlamentu, což byla na křeslo přesně 2/3 většina pro změnu ústavy.
| Politická strana | Politická strana                          | Hlasy v % (změna) | Hlasy v % (změna) | Mandáty (změna) | Mandáty (změna) |
| ---------------- | ----------------------------------------- | ----------------- | ----------------- | --------------- | --------------- |
|                  | Finská sociálně demokratická strana (SPD) | 34,16             | ▲ +6,80           | 66              | ▲ +7            |
|                  | Agrární svaz (ML)                         | 27,28             | ▲ +1,13           | 59              | ▼ -1            |
|                  | Národní koaliční strana (KOK)             | 18,05             | ▲ +3,54           | 42              | ▲ +14           |
|                  | Švédská lidová strana (RKP)               | 10,03             | ▼ −1,42           | 20              | ▼ -3            |
|                  | Národní pokroková strana (ED)             | 5,83              | ▲ +0,23           | 11              | ▲ +4            |
|                  | Malorolnická strana Finska (SPP)          | 1,85              | ▲ +0,77           | 1               | ▲ +1            |
|                  | Švédská levice (RV)                       | 0,82              | nová              | 1               | ▲ +1            |

## Sestavování vlády
Po volbách zůstal premiérem Pehr Svinhufvud z Národní koalice. Jeho koaliční kabinet vznikl ze všech velkých pravicových stran (agrárníci, Národní koalice, švédští lidovci a Národně pokroková strana). Byly schváleny protikomunistické zákony a všechny krajně levicové organizace byly zakázány. Následně došlo i na Lapuaské hnutí, které samo začalo být hrozbou demokratickému zřízení státu. Po únosu bývalého finského prezidenta Ståhlberga opustila většina umírněných členů hnutí a zbytek organizace byl zakázán stejnými zákony jako předním komunisté. Vláda rezignovala v březnu 1931, kdy byl premiér Svinhufvud zvolen prezidentem. Premiérem se stal agrárník Juho Sunila, jehož vláda se musela potýkat naplno s ekonomickými problémy spojenými s hospodářskou krizí.   